# Salesius Mayer
František Salesius Antonín Mayer (28. května 1816 Liščí – 19. listopadu 1876 Osek) byl římskokatolický duchovní, v letech 1875–1876 v pořadí 43. opat cisterciáckého kláštera v Oseku u Duchcova.

## Život
Narodil se jako Anton Mayer v původně samostatné obci Liščí (součást Lipové). Skrze matku, rozenou Frindovou, byl příbuzný s litoměřickým biskupem Antonem Frindem a pražským světícím biskupem Wenzelem Frindem. 

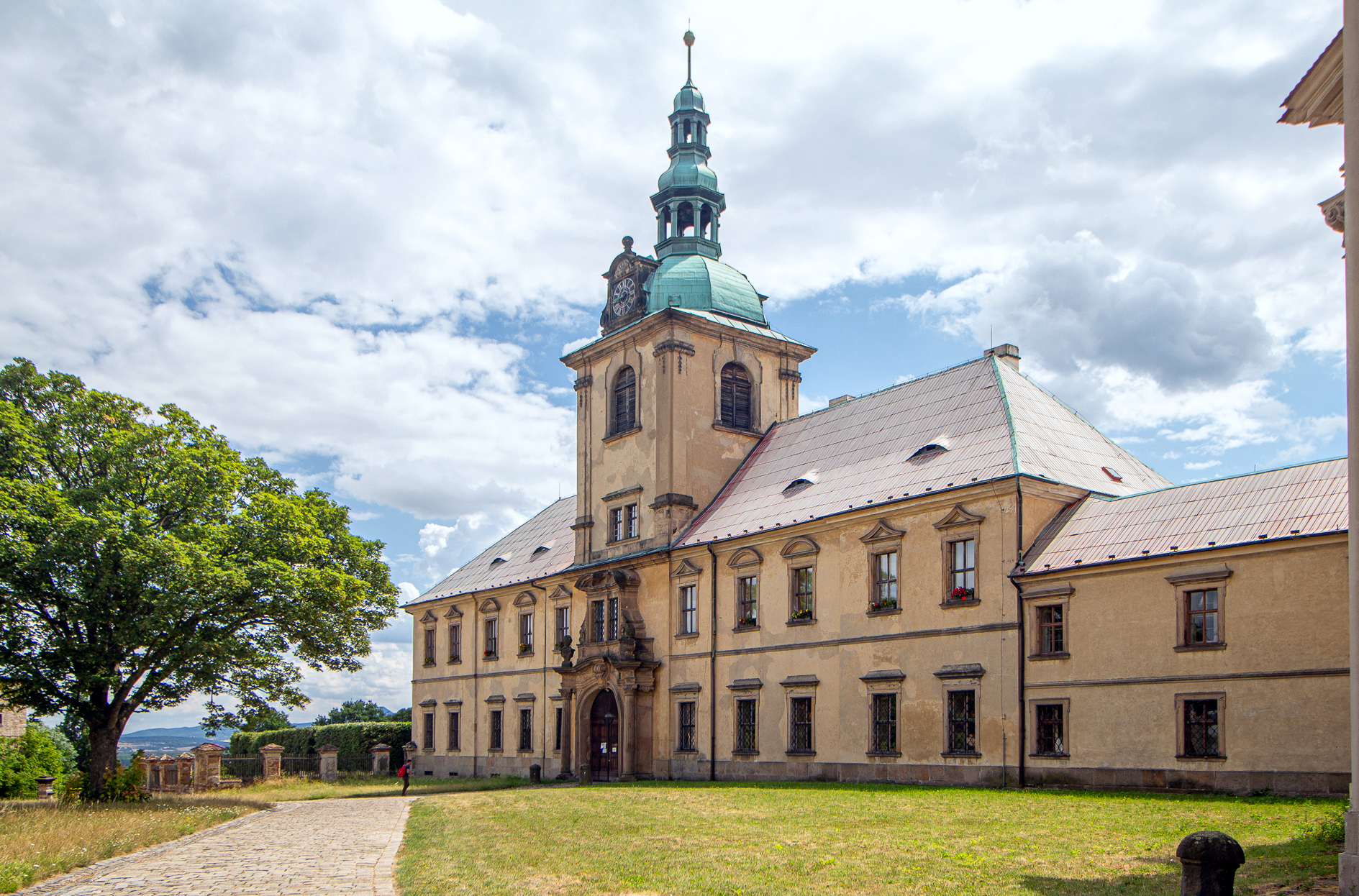
Prelatura oseckého kláštera

Po absolvování gymnázia a filozofického kurzu v Praze ve svých dvaceti letech vstoupil do kláštera v Oseku. Zde přijal řeholní jméno Salesius. V roce 1841 byl vysvěcen na kněze a v roce 1844 byl promován doktorem teologie. Po studiu orientální dialektiky a Starého zákona se stal profesorem na olomoucké teologické fakultě, od roku 1853 pak profesorem v Praze. Zde byl v následujících letech opakovaně volen děkanem a ve studijním roce 1873–1874 zastával funkci rektora Univerzity Karlovy. 
Mimo to byl od roku 1853 byl poradcem kardinála Schwarzenberga, s nímž se také účastnil prvního vatikánského koncilu. 
V roce 1875 byl zvolen opatem oseckého kláštera. Do dějin kláštera výrazněji nezasáhl, protože již o rok později v Oseku zemřel na následky mrtvice. Komunita na jeho místo zvolila Ignatia Krahla.